# Selda Alkor
Selda Alkor (nacida el 3 de enero de 1943) es una actriz, pintora y cantante turca de ascendencia circasiana y georgiana. Recibió un Golden Orange en 2002.  

## Biografía
Alkor nació en 1943 de Muharrem y Meliha Alkor. De etnia circasiana, su padre era un conocido comisionado de policía y autor en Turquía. Su madre era una ama de casa cuya madre era de origen georgiano. La semejanza de Selda Alkor con su abuelo paterno, Çerkez Sarı Mehmet (turco: Mehmet el rubio circasiano), fue notable. Pasó la gran mayoría de su infancia en Manisa. Alkor asistió a escuelas secundarias para niñas tanto en Esmirna como en Manisa. Más tarde, se graduó del Instituto de Arte. 

## Carrera
Sus habilidades de actuación y características europeas la convirtieron en una de las actrices turcas más solicitadas a principios de la década de 1970.  Con marcadas características circasianas, era famosa por su alta estatura, cabello rubio natural, piel clara y ojos verdes. Debido a su interpretación de Sümbül Karadağ en la serie de ATV en horario estelar Asmalı Konak, fue apodada "Hanım Ağa", que en turco antiguo significa matriarca. Fungió como presidenta de varias fundaciones, incluidas TÜRKSAV y SODER.
En 1965, terminó primera en un concurso de belleza organizado por la revista Ses y obtuvo el título de Miss Cinema Star. 

## Discografía

### LP
- "Bahía Fakir"
- "Yarın Yeni Bir Gün Olacak"

### Sencillos
- "Duydum ki Unutmuşsun"
- "Senede Bir Gün"
- "Şaka Yaptım Anlasana" (1970)

## Filmografía

### Películas
| Año  | Título                           | Personaje      |
| ---- | -------------------------------- | -------------- |
| 1965 | Cumartesi Senin Pazar Benim      |                |
| 1965 | Ava Giden Avlanır                |                |
| 1965 | Çiçekçi Kız                      |                |
| 1965 | Senede Bir Gün                   | Nazlı          |
| 1965 | Buzlar Çözülmeden                |                |
| 1965 | İnatçı Gelin                     |                |
| 1965 | Güneşe Giden Yol                 | Handan         |
| 1966 | Kadın Avcıları                   |                |
| 1966 | Katiller De Ağlar                |                |
| 1966 | Yosma Leyla                      |                |
| 1966 | Sokak Kızı                       |                |
| 1966 | Yemin Ettim Bir Kere             |                |
| 1966 | Vatan Kurtaran Aslan             |                |
| 1966 | Silahlar Patlayınca              |                |
| 1966 | Sarı Gül                         |                |
| 1966 | Zehirli Kucak                    |                |
| 1966 | Kalpsiz                          |                |
| 1966 | Geceler Yarim Oldu               |                |
| 1966 | Fırtına Beşler                   |                |
| 1966 | Fakir ve Mağrur                  |                |
| 1966 | Dişi Kartal                      |                |
| 1966 | Konforlu Necla                   | Necla          |
| 1966 | İntikam Uğruna                   |                |
| 1966 | Göklerdeki Sevgili               |                |
| 1966 | Ayrılık Şarkısı                  |                |
| 1966 | Boyacı                           |                |
| 1966 | Boğaziçi Şarkısı                 |                |
| 1966 | Yakut Gözlü Kedi                 | Aylin          |
| 1966 | Altın Kollu Adam                 | Lale           |
| 1966 | Erkek ve Dişi                    |                |
| 1967 | Ölünceye Kadar                   |                |
| 1967 | Osmanlı Kabadayısı               | Nazlı          |
| 1967 | Merhamet                         |                |
| 1967 | Kaderim Ağlamak Mı?              |                |
| 1967 | İdam Günü                        |                |
| 1967 | Bir Katil Sevdim                 |                |
| 1967 | Bir Annenin Gözyaşları           |                |
| 1967 | Ayrılık Olmasaydı                |                |
| 1967 | Akşam Yıldızı                    |                |
| 1967 | Dördü De Seviyordu               |                |
| 1967 | Sen Benimsin                     |                |
| 1967 | Evlat Uğruna                     | Oya            |
| 1967 | Kırbaç Altında                   |                |
| 1967 | Elveda                           |                |
| 1968 | İftira                           |                |
| 1968 | Leylaklar Altında                |                |
| 1968 | Şafak Sökmesin                   | Meryem         |
| 1968 | Gözyaşlarım                      |                |
| 1968 | Baharda Solan Çiçek              |                |
| 1968 | İlk ve Son                       |                |
| 1968 | Erikler Çiçek Açtı               |                |
| 1969 | Gelin Ayşem                      |                |
| 1969 | Kadere Boyun Eğdiler             |                |
| 1969 | Bir Şarkısın Sen                 |                |
| 1969 | Esmerin Tadı Sarışının Adı       |                |
| 1969 | Fakir Kızı Leyla                 |                |
| 1969 | Yaşamak Ne Güzel Şey             | Mualla May     |
| 1970 | Yiğitlerin Türküsü               |                |
| 1989 | Bir Kadın Bir Yaşam              |                |
| 1989 | Şeytanın Kurbanları              |                |
| 2003 | Asmalı Konak: Hayat              | Sümbül Karadağ |
| 2010 | Mahpeyker: Kösem Sultan          | Kösem Sultan   |
| 2020 | Türkler Geliyor: Adaletin Kılıcı |                |

### Televisión
| Año       | Película              | Papel             |
| --------- | --------------------- | ----------------- |
| 1983      | Kartallar Yüksek Uçar | Hanım Ağa         |
| 1997      | Sırtımdan Vuruldum    | İnci              |
| 1997      | Böyle Mi Olacaktı?    | Süreyya           |
| 2002–2004 | Asmalı Konak          | Sümbül Karadağ    |
| 2004-2005 | Çemberimde Gül Oya    | Yurdanur Eroğlu   |
| 2005      | Cumbadan Rumbaya      |                   |
| 2005      | Ödünç Hayat           | Saadet            |
| 2006      | Rüyalarda Buluşuruz   | Semiha            |
| 2007      | Hicran Sokağı         | Handan            |
| 2007-2008 | Parmaklıklar Ardında  | Nur Kurteşi "Ana" |
| 2009      | Yeşilçam Denizi       | Anfitrión         |
| 2013      | Tozlu Yollar          |                   |